# Somali-Zwergrennmaus
Die Somali-Zwergrennmaus (Microdillus peeli) ist ein Nagetier aus der Unterfamilie Rennmäuse und die einzige Art ihrer Gattung. Sie ist nicht identisch mit der Somali-Rennmaus (Ammodillus imbellis).

## Beschreibung
Diese Rennmaus erreicht nur eine Kopf-Rumpf-Länge von 6 bis 8 cm und eine Schwanzlänge von 5,5 bis 6 cm. Ihr Fell ist auf der Oberseite gelbbraun, der Bauch und die Gliedmaßen sind weißlich. Kennzeichnend ist ein weißer Fleck hinter jedem Ohr. Die Fußsohlen sind unbehaart.
Die Somali-Zwergrennmaus ist endemisch für Somalia und kommt möglicherweise in angrenzenden Staaten vor. Sie bewohnt Steppen, felsige Gebiete und Halbwüsten.
Die Nahrungssuche erfolgt in der Nacht. Am Tage ruhen die Tiere in unterirdischen Bauen.
Die IUCN listet die Somali-Zwergrennmaus als nicht gefährdet (Least Concern).